# Hispano-Suiza Tipo 24
Der Hispano-Suiza Tipo 24, auch Hispano-Suiza 8–10 HP genannt, ist ein Pkw-Modell. La Hispano-Suiza stellte die Fahrzeuge im spanischen Barcelona her.

## Beschreibung
Das Fahrzeug erschien 1914 auf dem Markt und löste den Hispano-Suiza 15–20 HP ab.
Es hatte einen Vierzylinder-Frontmotor, Wasserkühlung, Kardanwelle und Hinterradantrieb. Die Bohrung betrug 70 mm und der Hub 120 mm. Das ergab 1847 cm³ Hubraum. Der Motor leistete 33 PS. Das Getriebe hatte vier Gänge.
Das Fahrgestell hatte 285 cm Radstand und 120 cm Spurweite. Es wog 700 kg. Die hinteren Federn waren unterhalb der Achse angeordnet.  Bekannt sind Aufbauten als Torpedo, Roadster, Limousine, Landaulet und Kastenwagen.
Der Kraftstofftank war im Bereich der Spritzwand montiert. Der Tankeinfüllstutzen befand sich vor der Windschutzscheibe.

## Produktionszahlen
Zwischen August 1914 und August 1922 wurden mindestens 447 Fahrzeuge in Barcelona gefertigt. Die Zahlen in den einzelnen Jahren: 11, 13, 101, 0, 102, 17, 81, 72 und 50. Eine andere Quelle nennt 450 Fahrzeuge.
Danach setzte La Hispano aus Guadalajara die Produktion fort und vermarktete die Fahrzeuge als La Hispano Tipo 24.